# Iring Fetscher
Iring Fetscher (Marbach am Neckar, Alemania, 4 de marzo de 1922 - Fráncfort, Alemania, 19 de julio de 2014) fue un teórico, politólogo y estudioso de Hegel y del marxismo.

## Biografía
Fetscher nació en Marbach am Neckar, aunque se crio en la ciudad de Dresde. Tras la conclusión de la Segunda Guerra Mundial estudió en Tubinga y París, donde recibió el doctorado en el año 1950. Posteriormente, publicó su tesis en 1970, titulada Hegels Lehre vom Menschen. Varios años antes, en 1959, no obstante, había conseguido la habilitación, con una tesis en la filosofía política de Jean-Jacques Rousseau.
Entre 1963 y 1988, Fetscher fue catedrático de ciencias políticas y filosofía social en la Universidad Johann Wolfgang Goethe. Pertenece a la «segunda generación» de la Escuela de Fráncfort, junto con Jürgen Habermas y Alfred Schmidt. Leszek Kołakowski, a pesar de considerar a Fetscher como un distinguido historiador del marxismo con una actitud crítica pero a la vez positiva, no le ve como un miembro de la escuela francfortesa más que teóricamente.
En 1993, se le galordonó con la entrada a la Orden de las Palmas Académicas.
Falleció el 19 de julio de 2014 en la ciudad de Fráncfort, a los 92 años de edad.

## Principales obras
- 1956: Von Marx zur Sowjetideologie.
- 1960: Rousseaus politische Philosophie. Zur Geschichte des demokratischen Freiheitsbegriffs.
- 1963-1965: Der Marxismus. Seine Geschichte in Dokumenten, tres volúmenes.
- 1967: Karl Marx und der Marxismus.
- 1995: Neugier und Furcht. Versuch, mein Leben zu verstehen, autobiografía.